# Герб Софіївського району
Герб Софі́ївського райо́ну затверджений 3 листопада 2006 р. рішенням № 71-7/V Софіївської районної ради.

## Опис
На лазуровому щиті укорочене зелене вістря, поставлене на лазурову базу, над яким сходить золоте сонце, на вершині — срібний вершник-козак. На верхній частині щита золотий сонях із срібною серединою, поверх якого золотий колос у стовп, оповитий червоною стрічкою. На базі червоний кетяг калини з зеленим листям.

## Значення
Центральна фігура герба, вершник-козак на вершині козацького кургану, та червоний козацький пояс повертають до історії Софіївського району, яка бере початок з XVI–XVII ст. Територія району належала до так званого Дикого Поля і входила до складу земель Війська Запорозького, а саме — до пластунівського коша Кодацької паланки.
Соняшник та пшеничний колос, головні сільськогосподарські культури, що вирощуються в районі.
База символізує три річки: Кам'янку, Базавлук та Саксагань. Зелений колір та гроно калини символізують красу природи й добробут софійчан.
Комп'ютерна графіка — В. М. Напиткін.